# Yūto Horigome
Yūto Horigome (n. 7 ianuarie 1999, Kōtō, Tōkyō, Japonia) este un skateboarder ce a reprezentat Japonia, medaliat olimpic. A participat la 2 ediții ale Jocurilor Olimpice (2020, 2024) în care a câștigat două medalii de aur.